# Diechterhorn
Diechterhorn är en bergstopp i Schweiz.   Den ligger i distriktet Interlaken-Oberhasli och kantonen Bern, i den centrala delen av landet, 80 km öster om huvudstaden Bern. Toppen på Diechterhorn är 3 389 meter över havet, eller 329 meter över den omgivande terrängen. Bredden vid basen är 5,5 km.
Terrängen runt Diechterhorn är huvudsakligen bergig, men den allra närmaste omgivningen är kuperad. Trakten runt Diechterhorn är nära nog obefolkad, med mindre än två invånare per kvadratkilometer.. Närmaste större samhälle är Meiringen, 15,8 km nordväst om Diechterhorn. 
Trakten runt Diechterhorn består i huvudsak av gräsmarker.